# The band
「the band」（ザ バンド）は、2016年5月11日にYouth Recordsから発売されたGOING UNDER GROUNDのシングル。

## 概要
通算28枚目のシングル。2016年1月に新たに所属した事務所である1994のレーベルYouth Recordsからインディーズでの発売（流通はスペースシャワーネットワーク）。2015年1月の河野丈洋の脱退以降、3人体制になって初めての全国流通作品となった。前作に引き続き、橋口靖正との共同プロデュース作品。
ボーカルの松本素生は、「自分たち自身が〈やったぜ、これ出来た!〉というものが出来なかったら、もう辞めようと。ただ他人から〈良い曲だね〉と言われるものでは意味がない」という覚悟で本作の制作に臨んだと語っており、本曲を制作し「やっと次のフェーズに入った」という手応えを持ったという。
本作の制作から次作のアルバム『Out Of Blue』の制作までを追ったドキュメンタリーフィルムDVD「the band〜記録と記憶〜」が2016年9月19日にライブ会場と特設サイトで発売された。

## 収録曲
1. the band
（作詞・作曲：松本素生）
キーボードの入った楽曲を長く制作していたためこの楽曲にも当初はキーボードのトラックを入れていたが、「自分たちが作ってきた〈型〉を破れていなかった」という松本の提案で削除された[2]。
歌詞の制作は当時松本が店長を務めていた渋谷の飲食店「BAR天竺」[5]の営業中に行われた[2]。松本は「“the band”の歌詞に、〈窓ガラス割れないやつが教室で組んだバンド〉という一節があるんですけど、ずっとそっち側に自分はいると思っている」と語っている[2]。
MVの監督はドキュメンタリーフィルム「the band〜記録と記憶〜」と同じく瀬川功仁が手掛けている。
2. Driffting Drive
（作詞・作曲：松本素生）
3. Masterpiece Medley live recording at midnight AM2:21 in bar TENJIKU
「同じ月を見てた」「STAND BY ME」「グラフティー」「ランブル」「orion」「かよわきエナジー」「トワイライト」「東京」の弾き語りメドレー。松本が「BAR天竺」に機材を持ち込み一発録りで録音された[6]。

## 収録アルバム
the band
- Out Of Blue
- ALL TIME BEST〜20th STORY + LOVE + SONG〜

Driffting Drive
- Out Of Blue

## 参加ミュージシャン
- 橋口靖正 – キーボード、コーラス
- 冨田政彦 – ドラムス